# Gál András (festő)
Gál András (Budapest, 1968. június 24. –) Munkácsy Mihály-díjas (2021) magyar festőművész. A '90-es évek közepétől foglalkozik monokróm festészettel, több jelentős nemzetközi kiállításon vett már részt, többek között a berlini Mies van der Rohe Hausban a New York-i Hunter Collegeban vagy a Velencei Biennálén.

## Életpályája
Tanulmányait 1982–86 között Képző- és Iparművészeti Szakközépiskolában, majd 1987–1991 között a Magyar Képzőművészeti Főiskola festő szakán végezte. Ugyanitt 1991–1994 között posztgraduális tanulmányokat folytatott a murális tanszéken. Mesterei: Sváby Lajos, Klimó Károly és Tölg-Molnár Zoltán voltak. 1992-ben Barcsay-díjat kapott. 1995–1996-ban a Magyar Képzőművészeti Főiskola festő szakán tanársegédként működött, 1996-ban pedig a Római Magyar Akadémia ösztöndíjasa volt. 1997-ben Bécs város képzőművészeti ösztöndíjasa lett, ugyanebben az évben elnyerte a Magyar Aszfalt festészeti pályázat III. díját is. 1997–99 között Derkovits-ösztöndíjban részesült, 2001-ben Magyar Állami Eötvös Ösztöndíjat kapott. 2008-ban művészcsere programban vett részt a Kunststiftung Baden-Württemberg támogatásával. 2021 - óta a Képző- és Iparművészeti Szakgimnázium rajztanára. 2021-ben Munkácsy Mihály-díjban részesült.

## Egyéni kiállítások
- 1990 – Barcsay Terem, Budapest
- 1993 – Stúdió Galéria, Budapest
- 1995 – Dichotómia - Pandora Galéria, Budapest
- 1996 – Szabadművelődés Háza, Székesfehérvár
- 1997 – Új festmények[3] - Fészek Galéria, Budapest
- 1999 – Vice-Versa - Pécsi Kisgaléria, Pécs
- 1999 – Egy aspektus észrevétele (Deli Ágnessel) - Dorottya Galéria, Budapest
- 2000 – Festmények 1995–2000 - Kortárs Művészeti Intézet, Dunaújváros
- 2000 – Le Peintre de l’espace se jette dans le vide! - Francia Intézet, Budapest
- 2000 – Who’s afraid of yellow…[4] - Szent István Király Múzeum, Székesfehérvár
- 2001 – Szimultán[5] - Vadnai Galéria, Budapest
- 2001 – Aniconic paintings (Hartwig Kompával) - Goethe Intézet, Budapest
- 2002 – Kiállítás Tinka von Hasselbach-hal - Verein für Aktuelle Kunst / Ruhrgebiet e. V., - Oberhausen
- 2002 – Duplicate - Art-Garage, Zug (Svájc)
- 2003 – Utóbbi festmények - Vadnai Galéria, Budapest
- 2003 – ACP Viviane Ehrli Galerie, Zürich
- 2003 – After Caput Mortuum - Fészek Galéria, Budapest.
- 2005 – Kiállítás Thomas Pihl-lel - Galerie De Rijk, Den Haag
- 2006 – Blow Up ( Köves Évával) - Fészek Galéria, Budapest
- 2008 – A festmény határa[6][7] - Ernst Múzeum, Budapest
- 2009 – A festmény evolúciója (Krzysztof Gliszczyńskivel) - Magyar Intézet, Varsó
- 2009 – Die Grenze der Malerei - BERGNER + JOB Galerie, Mainz
- 2011 – Kiállítás Dirk Rathkéval - B55 Galéria, Budapest
- 2012 – Free painting[8] - Raiffeisen Galéria, Budapest
- 2012 – Robert Schaberl-lel - Vasarely Múzeum, Budapest
- 2015 – Andras Gal / Robert Schaberl Systemic Paintings Galerie Loft 8, Bécs
- 2016 – The Shape of Colour[9] - Kortárs Művészeti Intézet, Dunaújváros
- 2017 – Színkontraszt (Dorothee Joachimmal) - Vass Gyűjtemény, Veszprém
- 2018 – Új munkák[10] - Bartók 32 Galéria, Budapest
- 2019 – Radikális festészet 2008–2018 - Budapest Galéria

## Válogatott csoportos kiállítások
- 1992 – 27. International Malerwochen in der Steiermark - Neue Galerie am Landesmuseum Joanneum, Graz
- 1992 – Germinations 7[11] – Le Magasin, Centre National d'Art Contemporain de Grenoble
- 1995 – Kulturabkommen - Kino Metropolis, Hamburg
- 1996 – Aqua - Római Magyar Akadémia
- 1996 – Kulanz - Knoll Galéria, Budapest
- 1996 – A legkevesebb - Ernst Múzeum, Budapest
- 1997 – Magyar Aszfalt festészeti díj - Ludwig Múzeum, Budapest
- 1997 – Olaj/vászon - Műcsarnok, Budapest
- 1998 – Antológia - Ludwig Múzeum, Budapest
- 1998 – Observatorium - Zamek Ujazdowski, Varsó
- 1999 – A 90-es évek - Városi Művészeti Múzeum, Győr
- 1999 – Freies gestalten - Stadtmuseum, Graz
- 2000 – Junge Kunst Ungarn - Dresden Bank, München
- 2000 – Dialógus - Műcsarnok, Budapest
- 2001 – Érintés - A festészet allegóriái - Ateliers Pro Arts / A.P.A., Budapest
- 2001 – Ungarische Kunst Heute - Foyer Erholungshaus der Bayer AG, Leverkusen
- 2002 – A szín önálló élete. Nemzetközi és magyar monokróm festészeti kiállítás - Műcsarnok, Budapest
- 2003 – Seeing Red - Contemporary Nonobjective Painting - Hunter College / Times Square Gallery, MFA Building, New York City
- 2004 – Festészet – festészet - Vadnai Galéria, Budapest
- 2004 – Die Farbe hat mich II. (nicht nur rot) - Neuerwerbungen 2000-2004 für die Sammlungen des Karl Ernst Osthaus-Museum, Hagen
- 2004 – Personal structures - Galerie Bernd A. Lausberg, Düsseldorf
- 2005 – Koreográfia - Vadnai Galéria, Budapest
- 2005 – Personal structures - Ludwig Museum at the Deutschherrenhaus, Koblenz
- 2005 – Konstruktív koncepciók - Modern Képtár - Vass Gyűjtemény, Veszprém
- 2005 – Personal structures - Vadnai Galéria, Budapest.
- 2007 – Festészet – festészet[12] - Vass Gyűjtemény, Veszprém
- 2007 – Time Space Existence - Arti et Amicitiae, Amsterdam
- 2007 – Color based paintings III. - BERGNER + JOB Galerie, Mainz
- 2007 – 1-2-3 Fókuszban a gyűjtemény - Ludwig Múzeum, Budapest
- 2008 – Gegenstandslos - GKG Gesellschaft für Kunst und Gestaltung e.V., Bonn
- 2009 – Akzent Ungarn - Ungarische Kunst 1960 bis 1990 aus der Sammlung der Neuen Galerie Graz
- 2010 – Képarchitektúra – képobjekt - Kassák Múzeum, Budapest
- 2010 – Non-figurative Malerei: Ruhrgebiet trifft Ungarn - Verein für aktuelle Kunst, Oberhausen
- 2010 – Kartuson kívül - Antal–Lusztig-gyűjtemény MODEM, Debrecen
- 2012 – Red and white - Don Soker Gallery, San Francisco
- 2013 – Body of painting - Blitz Galéria, Budapest
- 2013 – Austragungsort II. 1998–2012 - Verein für aktuelle Kunst / Ruhrgebiet e.V. Oberhausen
- 2013 – Lebendiges Grau - Mies van der Rohe Haus, Berlin
- 2014 – A fenséges geometriája - Válogatás az Antal-Lusztig és a Vass Gyűjteményből – MODEM, Debrecen
- 2014 – Embodying colour - Vasarely Múzeum, Budapest
- 2015 – Embodying colour - Künstlerhaus Metternich, Koblenz
- 2015 – Crossing Borders–Personal Structures[13] - a European Cultural Centre szervezésében - Palazzo Bembo és Palazzo Mora, Velencei Biennálé
- 2015 – Újratervezés - Antal–Lusztig-gyűjtemény MODEM, Debrecen
- 2017 – PERSONAL STRUCTURES – open borders - a European Cultural Centre szervezésében - Palazzo Mora, Velencei Biennálé
- 2019 – Kisképző 240[14] - Műcsarnok, Budapest
- 2019 – Bauhaus 100. Program a mának - Kortárs nézőpontok[15] - Ludwig Múzeum, Budapest
- 2019 – Monocromatico. Poesia del Minimalismo - Academia d’Ungheria, Palazzo Falconieri, Rome
- 2019 – PERSONAL STRUCTURES - Identities - a European Cultural Centre szervezésében - Palazzo Mora, Velencei Biennálé
- 2019 – Monochromo - Contemporary Cluster, Róma
- 2020 – Philippe Chitarrini, Jo Kuhn, Gál András és Callum Innes kiállítása - Stiftung Konzeptuelle Kunst, Soest, Németország

## Művei közgyűjteményekben
- Antal-Lusztig Gyűjtemény, Debrecen
- Nemzeti Galéria,Budapest
- Kortárs Művészeti Intézet, Dunaújváros
- Ludwig Múzeum, Budapest
- Mark Rothko Center, Daugavpils
- Neue Galerie am Landesmuseum Joanneum, Graz
- Osthaus Museum, Hagen
- Sammlung Schroth Stiftung Konzeptuelle Kunst, Soest
- Szent István Király Múzeum, Székesfehérvár
- Városi képtár, Győr
- Vass Gyűjtemény, Veszprém